# Termal
Termal est une ville et un district de la province de Yalova dans la région de Marmara en Turquie.